# شائوسورها
شائوسورها (انگلیسی: Xiaosaurus) یا خزنده‌های پگاه، سرده‌ای از دایناسورهای گیاهخوار ژوراسیک میانه بودند.